# Liste der Kulturdenkmäler in Nasingen
In der Liste der Kulturdenkmäler in Nasingen sind alle Kulturdenkmäler der rheinland-pfälzischen Ortsgemeinde Nasingen aufgeführt. Grundlage ist die Denkmalliste des Landes Rheinland-Pfalz (Stand: 27. Juni 2022).

## Einzeldenkmäler
| Bezeichnung                        | Lage                              | Baujahr | Beschreibung                                                          | Bild                           |
| ---------------------------------- | --------------------------------- | ------- | --------------------------------------------------------------------- | ------------------------------ |
| Hofanlage                          | Dorfstraße 5 Lage                 | 1850    | Streckhof, bezeichnet 1850                                            | BW                             |
| Katholische Filialkirche St. Maria | Hauptstraße, Ecke Dorfstraße Lage | 1868    | nachbarocker Saalbau mit Dachreiter, bezeichnet 1868; mit Ausstattung | weitere Bilder Fotos hochladen |